# Takae Masumo
Takae Masumo (jap. 増茂 孝枝, Masumo Takae; * 8. März 1976 in Hokkaidō) ist eine japanische Badmintonspielerin.

## Karriere
Masumo besuchte die Kamuikotan-Grund- und Mittelschule in Asahikawa. Zu dieser Zeit hatte sie ihre ersten Erfolge, als sie 1989 im Doppel die Mittelschulmeisterschaften und im Einzel die Juniorenmeisterschaften gewann. 1990 gewann sie beide im Doppel. Während sie zur Handelsoberschule Asahikawa ging, gewann sie 1992 die Badminton-Oberschulmeisterschaften im Doppel.
Nach der Schule trat sie zum 1. April 1994 in das Unternehmen Sanyo ein und spielte für deren Werksteam. Zu dieser Zeit gewann sie die Meisterschaften der Erwachsenen im Einzel 1995, im Doppel 1996–1998, und erreichte 1999 den dritten Platz. Bei den All-Japan-Meisterschaften erreichte sie den dritten Platz im Doppel 1996/1998 und den ersten Platz im Doppel mit Chikako Nakayama 1997/1999.
1999 siegte sie bei den Scottish Open, 1999 bei den Spanish International.
Nach ihrem Rückzug aus dem Sport wurde sie Managerin des Teams (2011 gemeinsam mit San’yō Denki durch Panasonic übernommen).

## Sportliche Erfolge
| Saison | Veranstaltung                | Disziplin   | Platz | Name                            |
| ------ | ---------------------------- | ----------- | ----- | ------------------------------- |
| 1997   | Japan: Einzelmeisterschaften | Damendoppel | 1     | Takae Masumo / Chikako Nakayama |
| 1997   | Ostasienspiele               | Damendoppel | 3     | Takae Masumo / Chikako Nakayama |
| 1997   | Indonesian Open              | Damendoppel | 5     | Takae Masumo / Chikako Nakayama |
| 1997   | Japan Open                   | Damendoppel | 5     | Chikako Nakayama / Takae Masumo |
| 1998   | Japan Open                   | Damendoppel | 5     | Takae Masumo / Chikako Nakayama |
| 1999   | Japan: Einzelmeisterschaften | Damendoppel | 1     | Takae Masumo / Chikako Nakayama |
| 1999   | Scottish Open                | Damendoppel | 1     | Takae Masumo / Chikako Nakayama |
| 1999   | Spanish International        | Damendoppel | 1     | Chikako Nakayama / Takae Masumo |